# 콜윈베이 FC

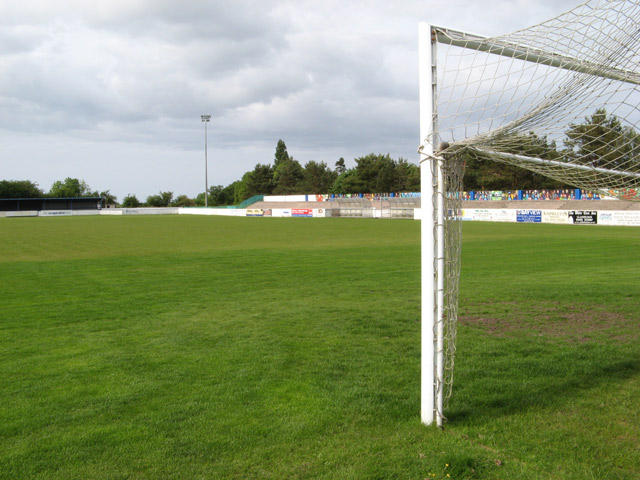

콜윈베이 FC(영어: Colwyn Bay Football Club, 웨일스어: Clwb Pel-Droed Bae Colwyn)는 콜윈베이를 연고로 하는 웨일스의 축구 클럽이다. 현재 컴리 노스에 참가하고 있다.

## 같이 보기
- 분류:콜윈베이 FC의 축구 선수